# Pterotocera declinata
Pterotocera declinata là một loài bướm đêm trong họ Geometridae.